# Liste des îles du Vietnam
Voici une liste des îles du Viêt Nam.

## Par ordre alphabétique
- Bà Lụa
- Bạch Long Vĩ
- Bình Hưng
- Cát Bà, dans la baie d'Along
- Co To
- Côn Đảo, archipel dont :
  - Côn Son, le fameux bagne français de Poulo Condor[1]
- Cu Lao Câu ou Poulo-Cécir-de-Terre pour les Français
- Cu Lao Cham ou « île des Chams »
- Cu Lao Ré[2]
- Cu Lao Xanh
- Dao Lo Chuc San
- Dao Phu Qui
- Dao Phu Quoc
- Hà Tiên, dans le delta du Mékong, Pontomeas pour les Français, du khmer Banteay Meas
- Hon Khoai
- Hon Tre, dans la baie de Nha Trang, reliée à la côte par un téléphérique
- Lai Tao
- Phú Quốc, près des côtes cambodgiennes
- Phú Quý ou Poulo-Cécir-de-Mer pour les Français
- Thổ Chu
- Ti Tốp, dans la baie d'Along
- Tuần Châu, près de la ville de Hạ Long, reliée à la côte par un pont.